# Lista de rios de Salvador

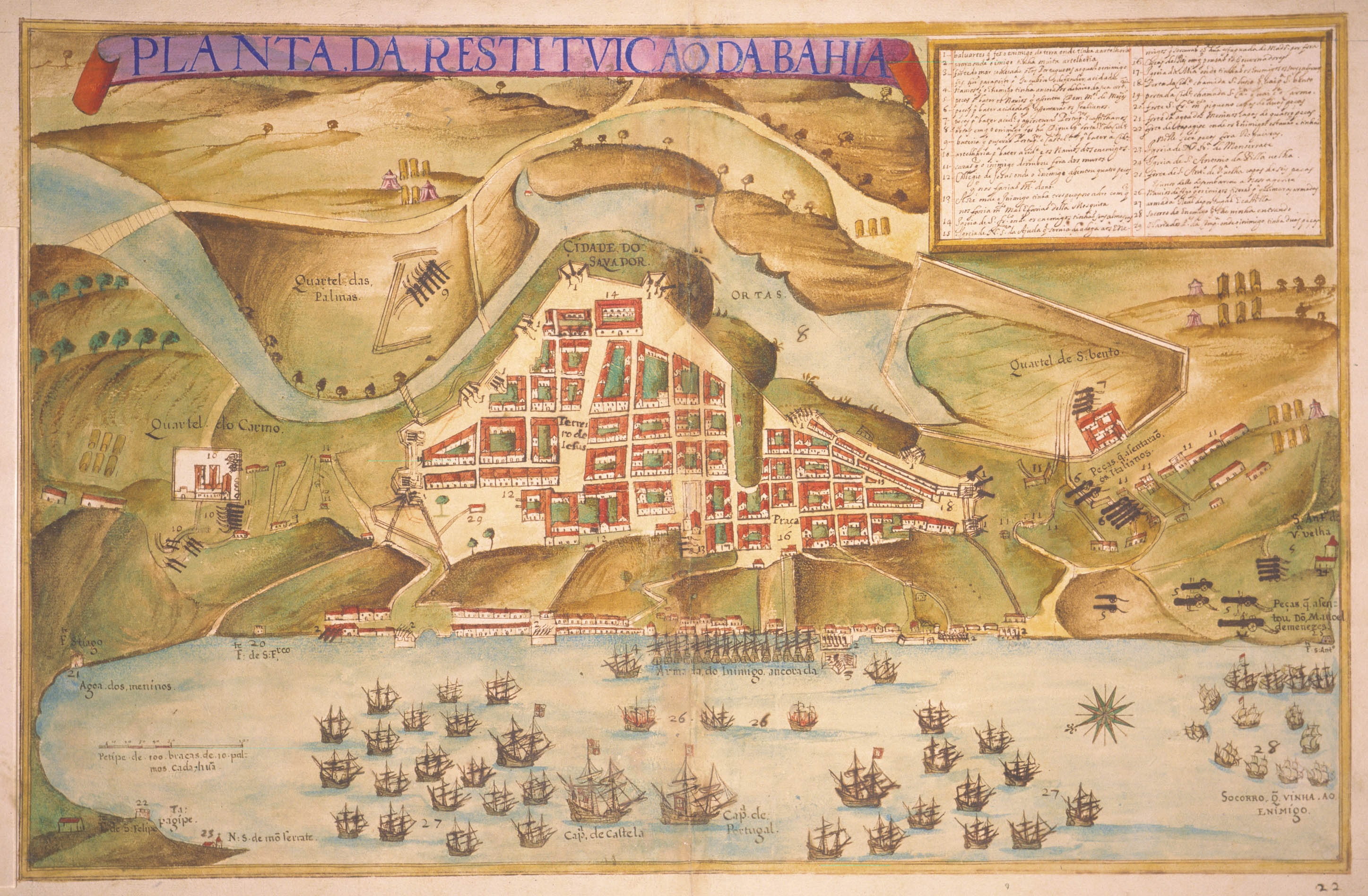
O rio das Tripas (no alto) representado na "Planta da restituição da Bahia" (1631) do atlas Estado do Brasil, de João Teixeira Albernaz, o Velho.

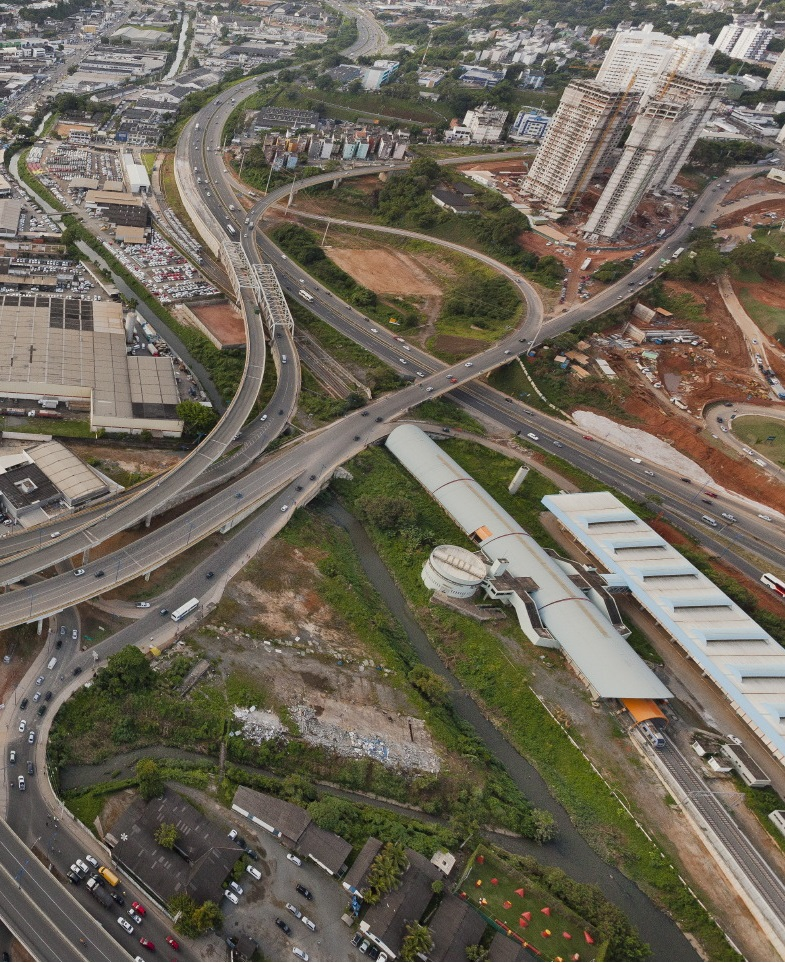
O rio das Tripas (curso quase horizontal) desemboca no rio Camarajipe (curso mais vertical), ao lado da estação metroviária do Acesso Norte (tetos azuis à direita).

Esta lista dos rios de Salvador, a capital do estado brasileiro da Bahia, está organizada a partir dos rios principais e seus afluentes. Os cursos d'água soteropolitanos não possuem níveis bons de potabilidade e psicosidade e são considerados esgotos pela população.
Dentro da divisão da Bahia em regiões hidrográficas, todo o território de Salvador está incluído na região de planejamento e gestão das águas (RPGA) do Recôncavo Norte e Inhambupe. Segundo o Plano de Desenvolvimento Integrado do Turismo Sustentável (PDITS Salvador; 2011), o município de Salvador tem doze bacias hidrográficas com rios principais delimitadas e definidas: Rio dos Seixos-Barra/Centenário, Rio Camarujipe, Rio do Cobre, Rio Lucaia, Rio Jaguaripe, Córrego de Ondina, Rio Paraguari, Rio Passa-Vaca, Rio das Pedras/Pituaçu, Rio Ipitanga, Ilha de Maré e Ilha dos Frades. Em documento da então Superintendência do Meio Ambiente (SMA) de dezembro de 2006, o território municipal (seco continental) foi repartido em dez regiões hidrográficas (Barra, Camarujipe, Cidade Baixa, Cobre, Ipitanga, Jaguaribe, Lucaia, Pituaçu, Pituba, Subúrbio). Já o Decreto n. 27 111 de 22 de março de 2016 definiu doze bacias hidrográficas e nove bacias de drenagem natural.

## Rio Camarajipe

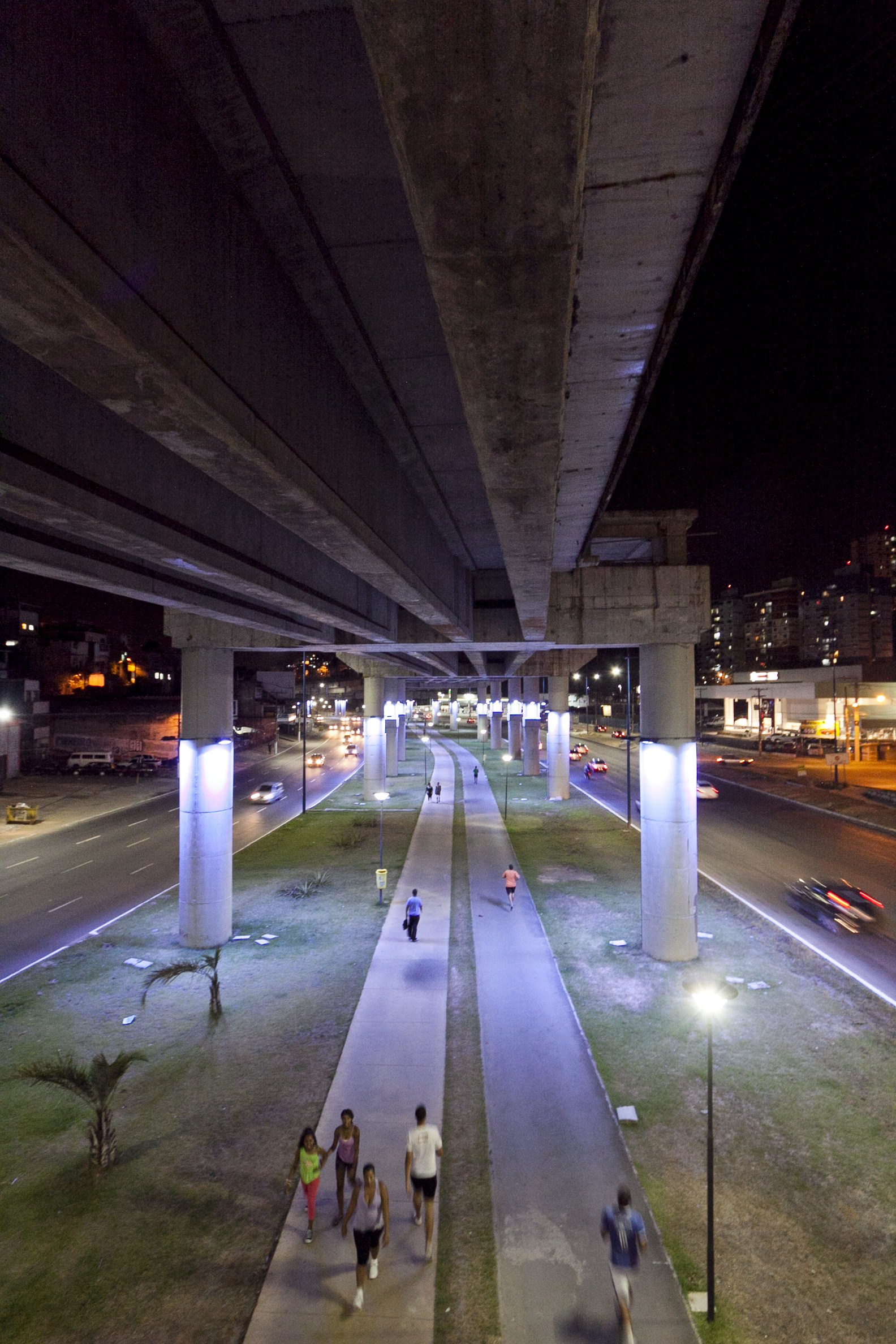
Canteiro central da avenida Mário Leal Ferreira (Bonocô) por onde passa o rio Campinas.

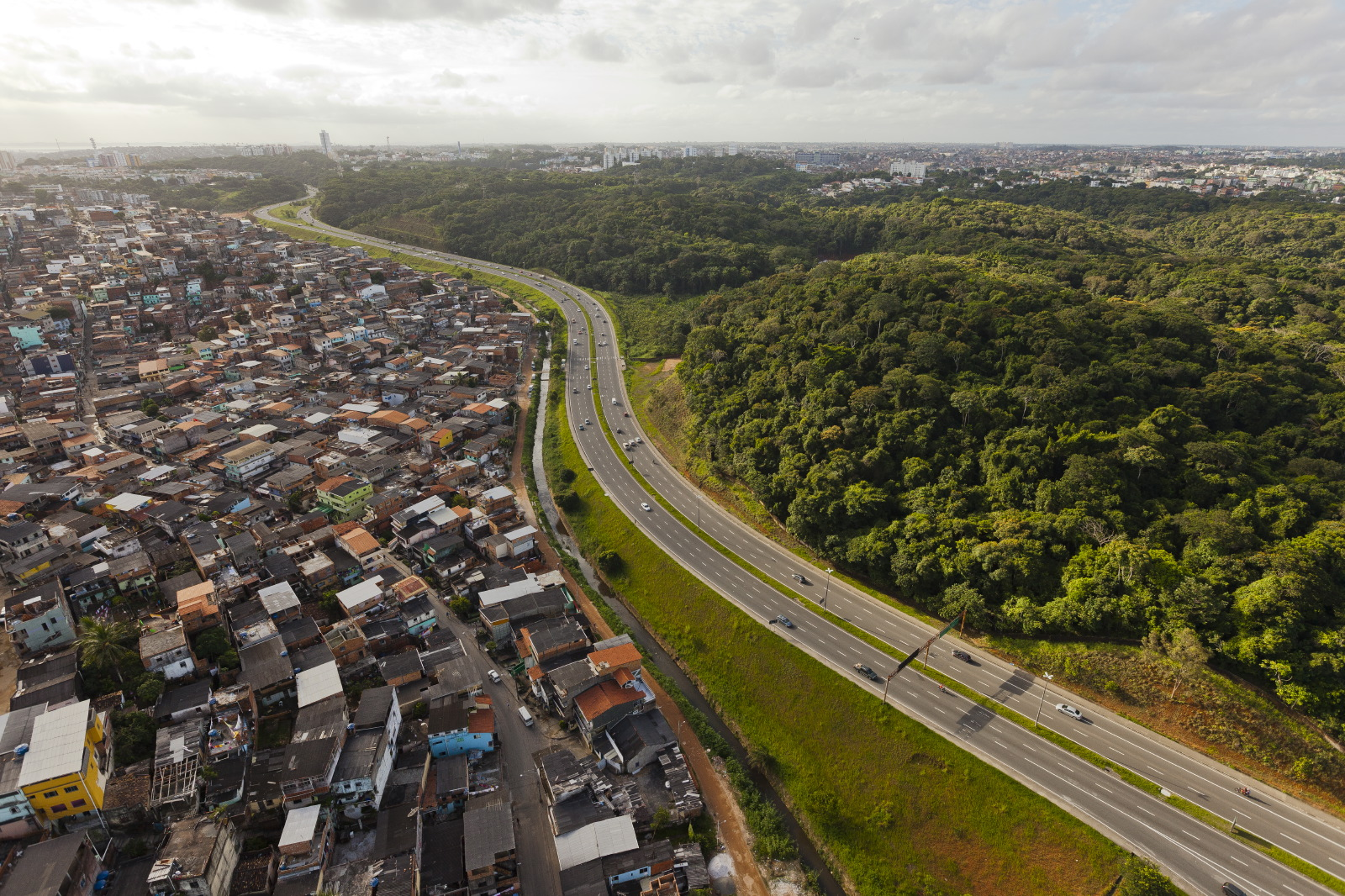
Rio Pernambués, o qual acompanha a avenida Luís Eduardo Magalhães, ao lado do 19.º BC.

O rio Camarajipe é o maior rio soteropolitano, possui 14 quilômetros, mas muito poluído. Sua nascente localiza-se no bairro da Boa Vista de São Caetano e a foz na praia do Jardim dos Namorados. Na região do Iguatemi o leito alcança 20 metros de largura e é desviado pelo sistema de esgotamento sanitário para uma estação de captação em tempo seco da Empresa Baiana de Águas e Saneamento (EMBASA). Parte de seu leito foi retificado, foi também barrado em vários pontos, formando o Dique de Campinas, as represas de Boa Vista (ou do Ladrão), do Lobato (ou Campinas ou Campinas de Pirajá), do Prata e da Mata Escura. Na década de 1970, foz foi alterada do bairro do Rio Vermelho para o bairro do Costa Azul após transposição do curso fluvial. São afluentes o rio das Tripas, o rio Campinas, o rio Pernambués, dentre outros. O rio Lucaia é um braço seu, já que seu trecho final corresponde ao antigo curso do rio para a foz no bairro do Rio Vermelho.
São minas de água encontradas na bacia do Camarajipe: a Fonte das Pedreiras (na Cidade Nova), a Fonte do Queimado (na Lapinha), a Fonte dos Perdões ou do Santo Antônio ea Fonte do Baluarte (no Barbalho), a Fonte da Estica (na Liberdade), a Fonte da Bica (em São Caetano) e a Fonte Conjunto Bahia (em Santa Mônica).

### Rio Campinas
O rio Campinas, ou rio Bonocô, é outro afluente do rio Camarajipe. E encontra-se completamente canalizado. Na sua margem esquerda recebe as águas do canal do Alaqueto (ou grotão de Alaqueto), do bairro de Luís Anselmo.

### Rio das Tripas
O rio das Tripas tem a sua nascente na Barroquinha e é afluente do rio Camarajipe, o qual é alcançado próximo aos viadutos da Rótula do Abacaxi. Seu nome remete aos dejetos nele despejados quando, em sua margem, estava localizado o primeiro matadouro da cidade. Grande parte do seu leito está encapsulado, escondido em galerias subterrâneas.

### Rio Pernambués
O rio Pernambués é o afluente do rio Camarajipe que não se encontra todo canalizado e o que cedeu seu leito para a transposição do segundo. Suas águas correm ao lado da avenida Luís Eduardo, passando pela concessionária de veículos Grande Bahia.

## Rio das Pedras
O rio das Pedras, ou rio das Pedrinhas ou rio Imbuí, passa pelo bairro do Imbuí e da Boca do Rio até desaguar na praia da Boca do Rio. É um rio canalizado sob o propósito da requalificação urbana, tal como ocorreu com o rio Lucaia e o rio dos Seixos. Ele é o rio principal de sua bacia e é formado a partir da confluência entre os rios Cascão e Saboeiro no Imbuí, depois se encontra com o seu afluente rio Pituaçu (o qual ainda recebe as águas do rio Cachoeirinha), ainda na avenida Jorge Amado.

### Rio Cachoeirinha

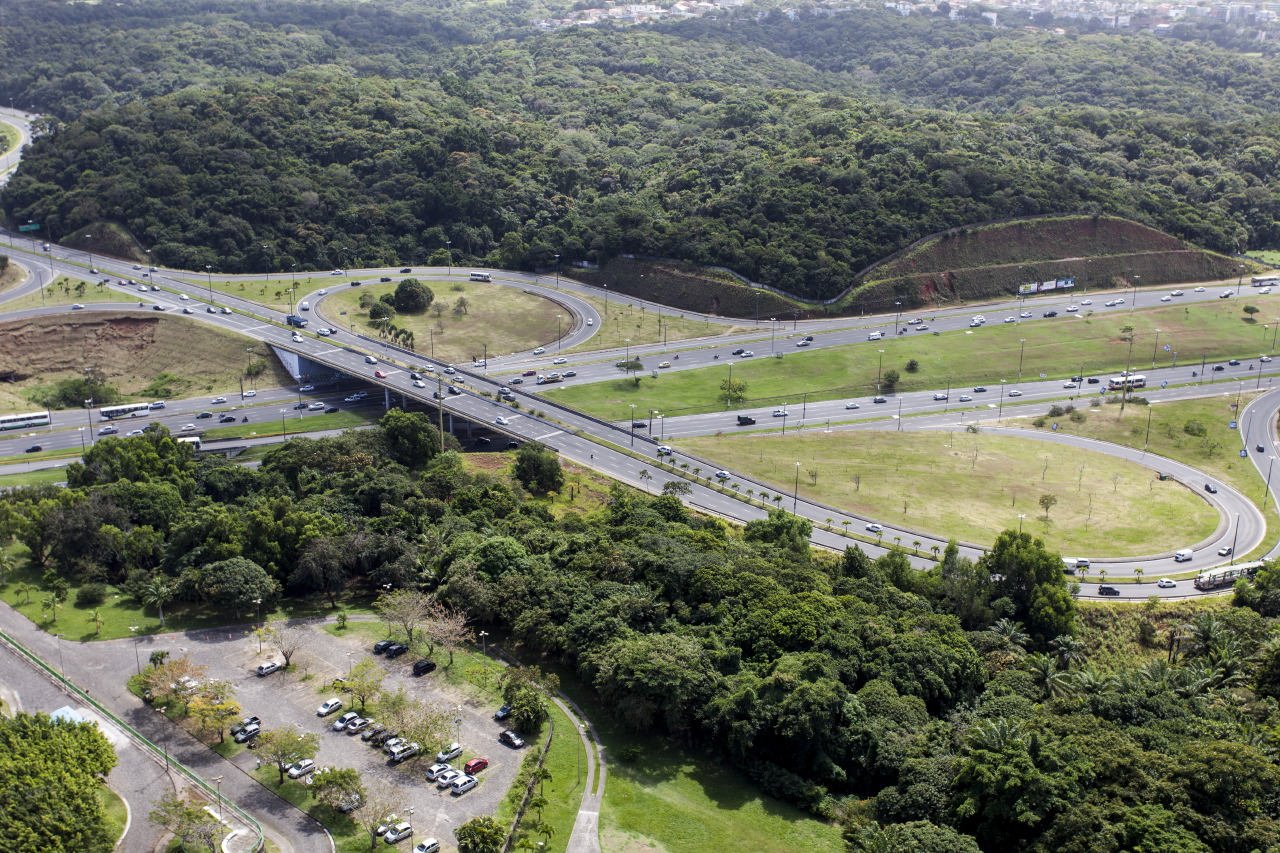
A reserva de mata atlântica do 19.º Batalhão de Caçadores no alto da imagem.

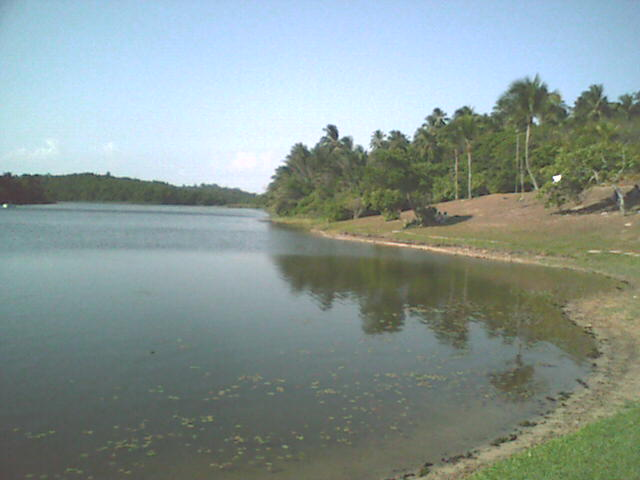
A lagoa do Parque de Pituaçu, uma represa artificial do afluente do rio das Pedras, o rio Pituaçu.

O rio Cachoeirinha é um rio afluente do rio Pituaçu e nasce no bairro de Sussuarana. Antes de sua foz, é represado próximo ao Centro Administrativo da Bahia formando a represa do Cachoeirinha. Ele dá nome à Rua Recanto da Cachoeirinha, no Cabula VI.

### Rio Cascão
O rio Cascão é um afluente do rio das Pedras e tem suas nascentes na área florestal remanescente de Mata Atlântica do terreno do quartel do 19.º Batalhão de Caçadores do Exército Brasileiro (19.º BC), unidade militar que contribui para a continuação da vida e de grande biodiversidade no leito e nas margens nesse trecho de preservação. O rio atravessa a avenida Paralela, se encontra com o rio Saboeiro para formar o rio das Pedras no Imbuí e então é encapsulado. A sub-bacia do rio Cascão espalha-se por 16 quilômetros quadrados. O rio foi represado para abastecimento da cidade, surgindo então a represa do rio Cascão construída em 1905. Construída ao longo de parte de seu vale e do rio das Pedras, a avenida Jorge Amado era anteriormente denominada avenida Vale do Cascão.

### Rio Pituaçu
O rio Pituaçu é o maior dos afluentes do rio das Pedras. Suas nascentes estão localizadas próximas à rodovia federal BR-324. Parte de seu leito coincide com a avenida Gal Costa. Pouco antes da lagoa de Pituaçu é desviado pelo sistema de esgotamento sanitário para uma estação elevatória da EMBASA. Tem o rio Cachoeirinha como um afluente seu. Sua desembocadura no rio das Pedras ocorre próximo ao mercado RedeMix na avenida Jorge Amado.

### Rio Saboeiro
O rio Saboeiro, cujas nascentes estão localizadas entre os bairros do Cabula VI, Engomadeira e Narandiba, percorre o Cabula e o Saboeiro até encontrar o rio Cascão no Imbuí, no começo da avenida Jorge Amado. No seu curso há o Dique do Saboeiro.

## Rio do Cobre

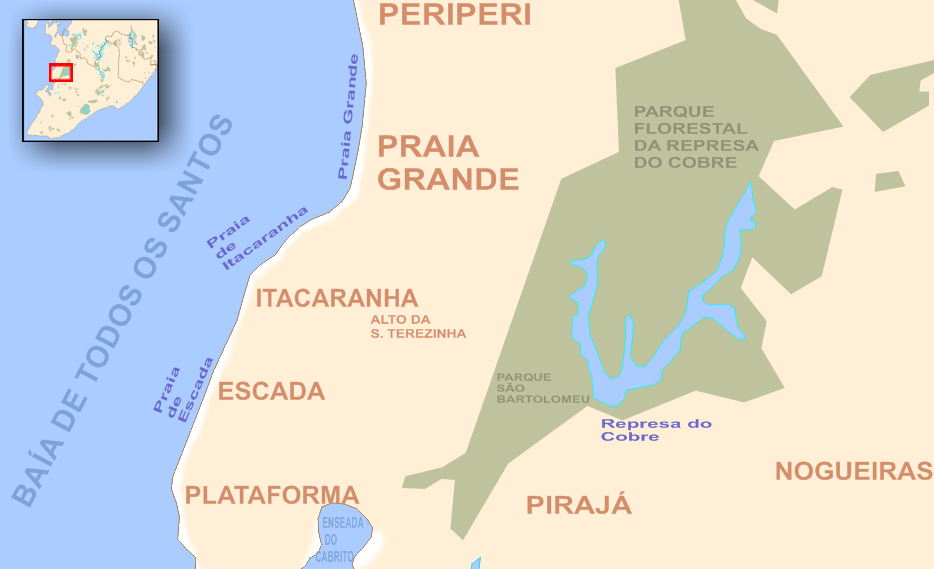
Mapa da área da represa do Cobre, o Parque São Bartolomeu e a enseada do Cabrito

O rio do Cobre é o que ainda abriga vida em suas águas. Ele nasce na lagoa da Paixão, no bairro de Coutos, é acompanhado pela BA-528 (Estrada Paripe–Base Naval), passa dentro do Parque São Bartolomeu, e deságua na enseada do Cabrito. Seu curso atravessa áreas protegidas como Parque Florestal da Represa do Cobre, APA da Bacia do Cobre / São Bartolomeu, o Parque Metropolitano de Pirajá e Parque Municipal de São Bartolomeu; todavia há pressão urbana que compromete a qualidade da água na área mais próxima à desembocadura.

## Rio dos Seixos
O rio dos Seixos é o rio principal da sua bacia hidrográfica. As principais nascentes dessa bacia estão no Vale do Canela e na Fonte Nossa Senhora da Graça (também chamada de Fonte da Catarina). Apesar de cortar os bairros nobres da Canela, Graça e Barra, ele recebe esgoto doméstico. Seu curso no canteiro central da avenida Reitor Miguel Calmon (avenida Vale do Canela) foi retificado. Foi tamponado (encapsulado) na área da avenida Centenário sob o propósito de reurbanizar e conter o transbordamento no inverno chuvoso. Sua foz está situada na praia do Farol da Barra, ao lado do morro do Cristo.
|                                                                                           |  | |
| A avenida Centenário, cujo canteiro central é resultado de canalização do rio dos Seixos. |  | Praia do Farol da Barra ao lado do morro do Cristo, onde uma instalação da EMBASA encobre a foz do rio dos Seixos. |

## Rio Jaguaribe

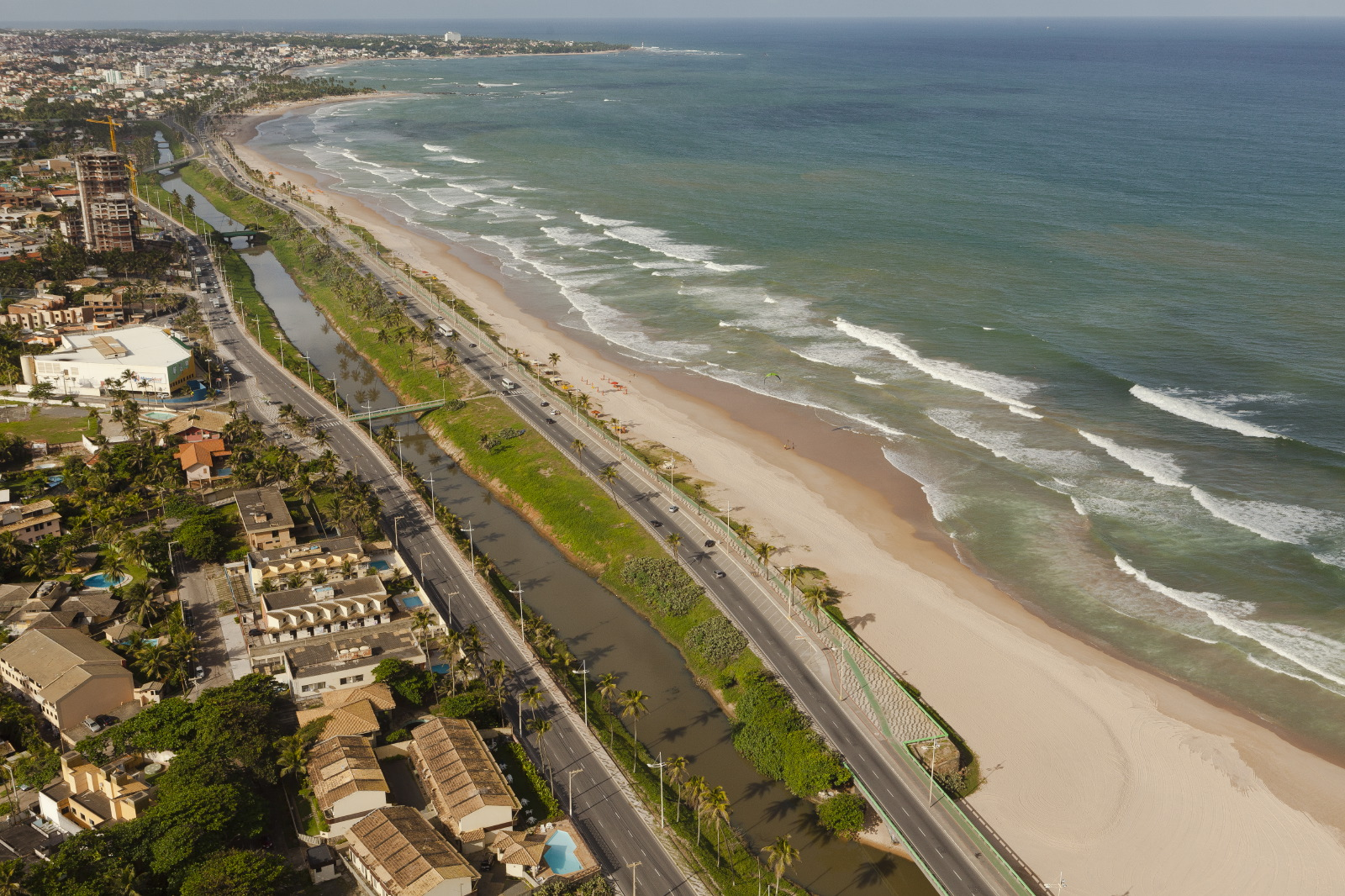
Rio Jaguaribe sendo margeado pela avenida Otávio Mangabeira e a praia de Jaguaribe.

O rio Jaguaribe tem nascentes nos bairros de Águas Claras, Valéria e Castelo Branco, que fluem até atravessar a avenida Paralela, correr próximo à avenida Orlando Gomes depois ao lado da praia de Jaguaribe e, finalmente, desaguar no oceano Atlântico na praia de Patamares no mesmo ponto junto ao rio Passa-Vaca, totalizando 15,2 quilômetros. Tem os rios Mangabeira e Trobogi como afluentes de grande vazão, e há ainda outros afluentes: rios Águas Claras, Cabo Verde, Cambunas, Coroado, Leprosário e Mocambo.
São minas de água encontradas na bacia do Jaguaribe: a Fonte do Terreiro Mocambo (no Trobogi) e a Fonte do terreiro Ilê Omô Quetá Passu Detá (em São Marcos).

### Rio Mangabeira
O rio Mangabeira, riacho da Mangabeira ou rio da Mangabeira, é uma afluente de grande vazão do rio Jaguaribe. Passa próximo à Estação de Transbordo de Mussurunga, atravessa a avenida Paralela e corre ao lado do Parque de Exposições Agropecuárias de Salvador, à rua Beira Rio (em Nova Brasília de Itapuã) e à rua da Gratidão (uma transversal da avenida Orlando Gomes), quando se encontra com o rio Jaguaribe. Os trechos a leste da avenida Paralela dos rios Mangabeira e Jaguaribe foram alvo de obras de macrodrenagem do governo estadual, o que inclui ações de canalização e revestimento de suas calhas.
Aparenta ser o mesmo que o córrego do Bispo, ou rio Xangô.

### Rio Mocambo
O rio Mocambo é um afluente do rio Trobogi, portanto parte da bacia do rio Jaguaribe. Seu curso acompanha a rua homônima (rua Mocambo), no bairro do Trobogi.

### Rio Trobogi
O rio Trobogi (ou Trobogy) é uma afluente de grande vazão do rio Jaguaribe. Passa próximo à Via Regional (na rua Jurema Santos), depois pelo Vale dos Lagos, recebe as águas do rio Mocambo, atravessa a avenida Paralela, segue próximo à rua da Adutora e só encontra o rio Jaguaribe próximo à orla (na avenida Otávio Mangabeira).

## Rio Lucaia

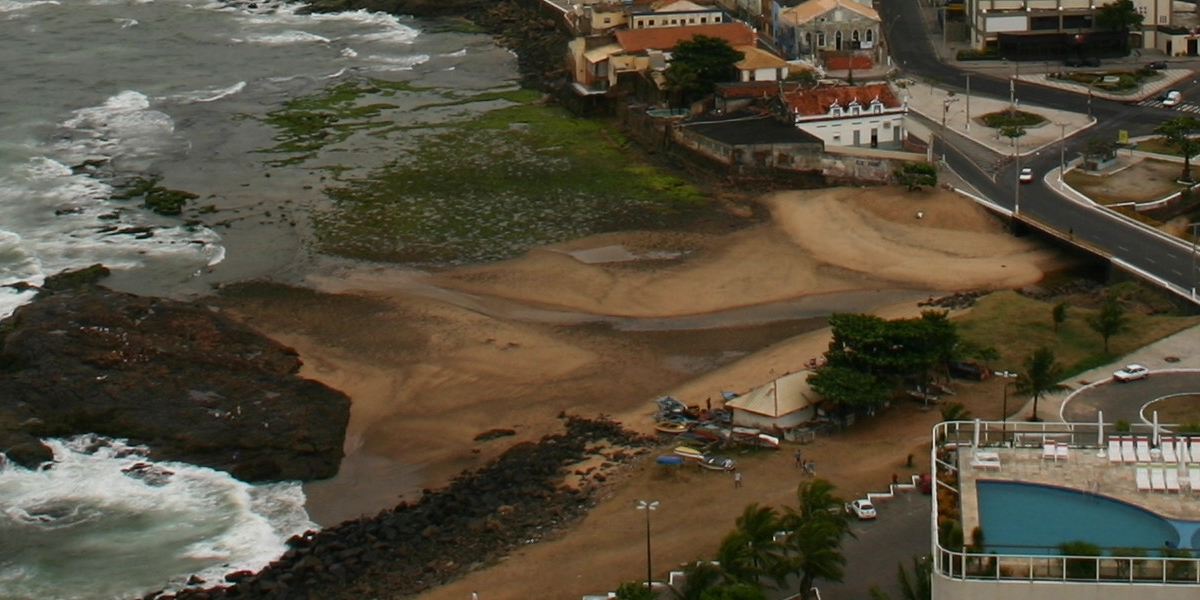
Em 2005, a foz do rio Lucaia entre a Praça Colombo e o Largo da Mariquita..

O rio Lucaia, ou rio Vermelho, nasce na avenida Joana Angélica, chega ao Dique do Tororó e é acompanhado pelas pistas da avenida Vasco da Gama, da rua Lucaia e da avenida Juracy Magalhães até desaguar no largo da Mariquita, no bairro do Rio Vermelho. Sua bacia hidrográfica engloba os bairros de Brotas (Campinas, Acupe e Engenho Velho de Brotas), Itaigara, Santa Cruz, Rio Vermelho, Federação, Ondina, Garcia e Tororó do modo total ou parcial. Encontra-se tamponado sob o corredor exclusivo de ônibus da avenida Vasco da Gama. Outros trechos são alvos de projetos de tamponamento, bem como de manifestações contrárias ao encapsulamento em dezembro de 2015.
Tem como afluentes os riachos das avenidas Anita Garibaldi e Vale do Ogunjá e do Vale das Muriçocas. E são minas de água encontradas na bacia do Lucaia: a Fonte do Tororó e a Fonte do Dique do Tororó (no Tororó), a Fonte Davi e a do terreiro Ilê Oá Tununjá (em Brotas), a Fonte do Candeal (no Candeal), as fontes dos terreiros Ilê Axé Oxumarê e Ilê Axé Iyá Nassô Oká (na avenida Vasco da Gama) e a Fonte do terreiro Ilê Iya Omi Axé (na Federação).
Compunha a bacia do rio Camarajipe antes da transposição deste último. Desde então, é rio principal com bacia própria e recebe as águas do braço sul do Camarajipe, leito original deste rio em parte das avenidas Antônio Carlos Magalhães e Juracy Magalhães que permaneceu no sentido praça Newton Rique–avenida Juracy Magalhães e nesta mesmo se encontra com o Lucaia. Entre a rua Lucaia e a avenida Juracy Magalhães, o rio é desviado pelo sistema de esgotamento sanitário do programa Bahia Azul para uma estação de captação em tempo seco da EMBASA. Além desse braço sul do Camarajipe, há outros afluentes: riacho da Avenida Anita Garibaldi e o do Ogunjá. O Dique do Tororó, nascente do Lucaia, originalmente era um lago natural e é formado por pequenos rios do entorno do largo do Campo Grande e de parte dos bairros do Garcia, Barris, Tororó e Nazaré, todos eles mananciais a leste da avenida Joana Angélica.
Em março de 2016, um acidente de trânsito com ônibus derrubou um poste da única linha de distribuição de energia da estação de condicionamento prévio de esgoto do Lucaia. Sem eletricidade, o bombeamento dos efluentes ao emissário submarino do Rio Vermelho foi paralisado e por mais de 36 horas dejetos não tratados foram jogados no rio Lucaia e de lá chegou ao mar alterando coloração das águas das praias próximas à foz.

## Rio Paraguari
O Rio Paraguari tem a sua nascente na Fazenda Coutos, na área da Estrada Velha de Periperi, e a foz na praia de Periperi. Há uma ponte do Sistema de Trens do Subúrbio de Salvador sobre o rio.

## Rio Passa-Vaca
A rio Passa-Vaca é o rio principal de sua bacia. Como desagua na praia de Patamares no mesmo ponto em que o rio Jaguaribe, por vezes as bacias são assumidas como uma só, por outras são consideradas bacias distintas por esse ponto de contato já ser na foz, inclusive pela legislação municipal. Ele nasce no bairro de São Rafael, atravessa a avenida Paralela e o bairro de Patamares até alcançar o oceano Atlântico.
Seu estuário constitui o último manguezal da orla atlântica soteropolitana. A área estuarina foi reduzida de 50 para 14 hectares desde a década de 1980 e sofre com expansão da cidade, problemas de saneamento básico (nomeadamente, despejo de esgoto e lixo no rio) e aterramento das nascentes. Ainda assim, guaiamuns — crustáceo brasileiro em risco de extinção — são encontrados no mangue e, na temporada de reprodução (chamada de "andada"), eles adentram o condomínio Veredas do Atlântico II. Este condomínio foi construído na área do mangue em início da década de 1990. Nessa época, o manguezal do rio Passa-Vaca não era uma área para proteção do meio ambiente. A situação mudou com o Plano Diretor de Desenvolvimento Urbano (PDDU) de 2009 que previu a transformação em Unidade de Conservação Parque do Manguezal do Rio Passa-Vaca dedicado à educação ambiental. Foi definido na lei municipal n.º 7 400 (PDDU 2009) como «área de proteção de recursos naturais» (ARPN) dentro do Sistema de Áreas de Valor Cultural e Ambiental de Salvador (SAVAM). O Decreto Municipal n.º 19 752 de 2009 criou o Parque Municipal do Manguezal do Rio Passa-Vaca (PMRPV) com base na lei municipal n.º 7 400 (PDDU 2009). Entretanto, o projeto não foi executado. O manguezal foi tema do livro intitulado Manguezal do Rio Passa-Vaca, escrito pelo professor universitário Carlos Caetano, da Universidade do Estado da Bahia (UNEB).